# Peter Roth
Peter Roth (* 30. Januar 1961 in Schönau am Königssee) ist ein ehemaliger deutscher Skirennläufer und heutiger Trainer. Im Skiweltcup war er von 1980 bis 1994 aktiv und zählte über mehrere Jahre zu den stärksten deutschen Slalomfahrern.

## Biografie
Roths sportliche Laufbahn begann im Alter von acht Jahren mit dem Beitritt zur Skiabteilung des WSV Königssee. Früh stellte er sein Talent unter Beweis und gewann Titel bei den Bayerischen Schülermeisterschaften und Deutschen Jugendmeisterschaften. Nach dem Besuch der Hauptschule absolvierte Roth eine Ausbildung zum Zimmermann und schloss sich danach einer Sportfördergruppe der Bundeswehr an.
1980 schaffte der aus Schönau am Königssee stammende Roth den Sprung in die deutsche Skinationalmannschaft. Die ersten Weltcuppunkte gewann er am 10. Januar 1981 mit dem siebten Platz in der Kombination von Morzine. Etwas mehr als ein Jahr später, am 15. Januar 1982, stand er als Dritter der Kombination von Bad Wiessee erstmals auf dem Podest. In den Jahren 1985, 1986, 1987 folgten je ein weiterer Podestplatz. Zunächst war er vor allem in der Kombination und im Super-G erfolgreich, doch allmählich wandelte er sich zu einem Slalomspezialisten, der daneben auch im Riesenslalom startete. Nach zwei Saisons mit mehreren Top-10-Ergebnissen, aber keinen Podestplätzen, gewann er am 8. August 1990 mit dem Slalom am Mount Hutt sein einziges Weltcuprennen. Danach fuhr er noch einmal als Dritter des Slaloms von Kranjska Gora im Dezember 1992 auf das Podest. Das letzte Weltcuprennen bestritt er im Februar 1994.
An Weltmeisterschaften nahm Roth erstmals 1982 in Schladming teil. Dabei erzielte er Rang 10 in der Kombination und Platz 28 in der Abfahrt. Drei Jahre später kam er nach einem Ausfall in der Kombination nur in der Abfahrt als 26. ins Ziel. An den Weltmeisterschaften 1987 und 1989 nahm er nicht teil, doch startete er 1988 bei den Olympischen Winterspielen in Calgary, wo er jedoch in Slalom, Riesenslalom und Super-G ausfiel und daher ohne Ergebnis blieb. 1991 nahm er wieder an deb Weltmeisterschaften in Saalbach-Hinterglemm teil, wo er Neunter im Slalom und 21. im Riesenslalom wurde. Bei seiner letzten WM-Teilnahme in Morioka 1993 startete er nur noch im Slalom und wurde Achter. Weniger Erfolg hatte er weiterhin bei den Olympischen Spielen. 1992 in Albertville wurde er 16. im Slalom und schied im Riesenslalom aus. Bei den Olympischen Winterspielen 1994 in Lillehammer lag er im Slalom nach dem ersten Durchgang auf Platz drei, fiel aber im zweiten Lauf aus.
Zwischen 1981 und 1994 gewann Roth sechs deutsche Meistertitel in Abfahrt, Slalom und Riesenslalom. Zudem wurde er zweimal Vizemeister im Riesenslalom und einmal Vizemeister im Slalom. Nach einigen unterklassigen Rennen im Winter 1994/95 erklärte er seinen Rücktritt. Roth arbeitet heute als Betreuer für den Deutschen Skiverband.

## Erfolge

### Olympische Spiele
- Albertville 1992: 16. Slalom

### Weltmeisterschaften
- Schladming 1982: 10. Kombination, 28. Abfahrt
- Bormio 1985: 26. Abfahrt
- Saalbach-Hinterglemm 1991: 9. Slalom, 21. Riesenslalom
- Morioka 1993: 8. Slalom

### Weltcup
- 1992/93: 8. Slalomweltcup
- 1993/94: 8. Slalomweltcup
- 6 Podestplätze, davon 1 Sieg:

| Datum          | Ort        | Land       | Disziplin |
| -------------- | ---------- | ---------- | --------- |
| 8. August 1990 | Mount Hutt | Neuseeland | Slalom    |

### Deutsche Meisterschaften
- 1981: 1. Abfahrt
- 1988: 1. Riesenslalom
- 1989: 1. Slalom, 2. Riesenslalom
- 1990: 2. Slalom
- 1991: 1. Slalom
- 1992: 1. Slalom, 2. Riesenslalom
- 1994: 1. Slalom